# RNN7
RNN7 (Regio News Network 7) was een Nederlandse commerciële televisiezender.

## Geschiedenis
De zender werd in 2003 opgericht in Rotterdam. De zender zond uit via de kabel in Zuid-Holland, Zeeland en het grootste deel van Noord-Holland en Flevoland. Vanaf 2 januari 2007 was RNN7 ook via de satelliet te ontvangen in heel Nederland via satellietpositie Astra 19,2°O en later Astra 23,5°O in het basispakket van CanalDigitaal. Via digitale TV van UPC was RNN7 te ontvangen als onderdeel van het starterspakket, maar de doorgifte werd op 30 mei 2008 gestaakt. Ook zond RNN7 uit via internet.
De zender maakte op 3 mei 2005 op een persconferentie bekend plannen te hebben om landelijk te gaan uitzenden. Hiervoor werden bekende Nederlanders aangetrokken, onder wie Fajah Lourens. Andere bekende namen bij de zender waren Anouk van Kooijk, Marco Verhagen, Bert Kuizenga, Dirk van der Pol, Edvard Niessing, Hans Groenendijk, Jeremy Sno, John de Wolf, Kevin Brouwer, Marcel van Buren, Sanne Heijen, Sanne Steusel, Sieto Zeeman, Ton Tabben, Valerie Zwikker en Viola Holt.
De zender wilde per 1 januari 2006 landelijk via digitale televisie gaan uitzenden.
Op 5 juni 2008 ging RNN7 ruim 24 uur op zwart. Op 6 juni 2008 tegen de avond begon RNN7 weer met uitzenden, weliswaar van bestaand beeldmateriaal. RNN7 kon weer uitzenden doordat apparatuur geleend was van een bevriend tv-station, Infothuis TV.
Tussen 15 oktober 2008 en 20 oktober 2008 was er op het kanaal van RNN7 slechts een testbeeld te zien. Het zou gaan om 'technische problemen'. Na 20 oktober 2008 waren er weer uitzendingen van oude programma's te zien.

### Faillissement
Vanwege een dispuut met de fiscus inzake af te dragen omzetbelasting kwam de zender veel in de publiciteit, zodat tal van debiteuren hun betalingen aan de zender opschortten. Het ging om een totaal van circa een miljoen euro, zodat RNN7 in liquiditeitsproblemen kwam. De rechtbank van Rotterdam sprak in november 2008 het faillissement uit over P&A b.v., de werkmaatschappij van RNN7.

## Programma's
De volgende televisieprogramma's werden in 2007 uitgezonden.
- Alles over Wonen
- De Beste Commercial
- RNN Sport
- Feyenoord TV
- Fun & Food
- Geld & Financiën
- Het Leukste Bedrijf
- LoveTalks
- Miss Nederland
- Nieuws uit Holland
- RegioTop 7
- RNN Vandaag
- Show You
- Slapen met John
- Sport 7
- Trends & Shopping